# Museum Tiroler Bauernhöfe

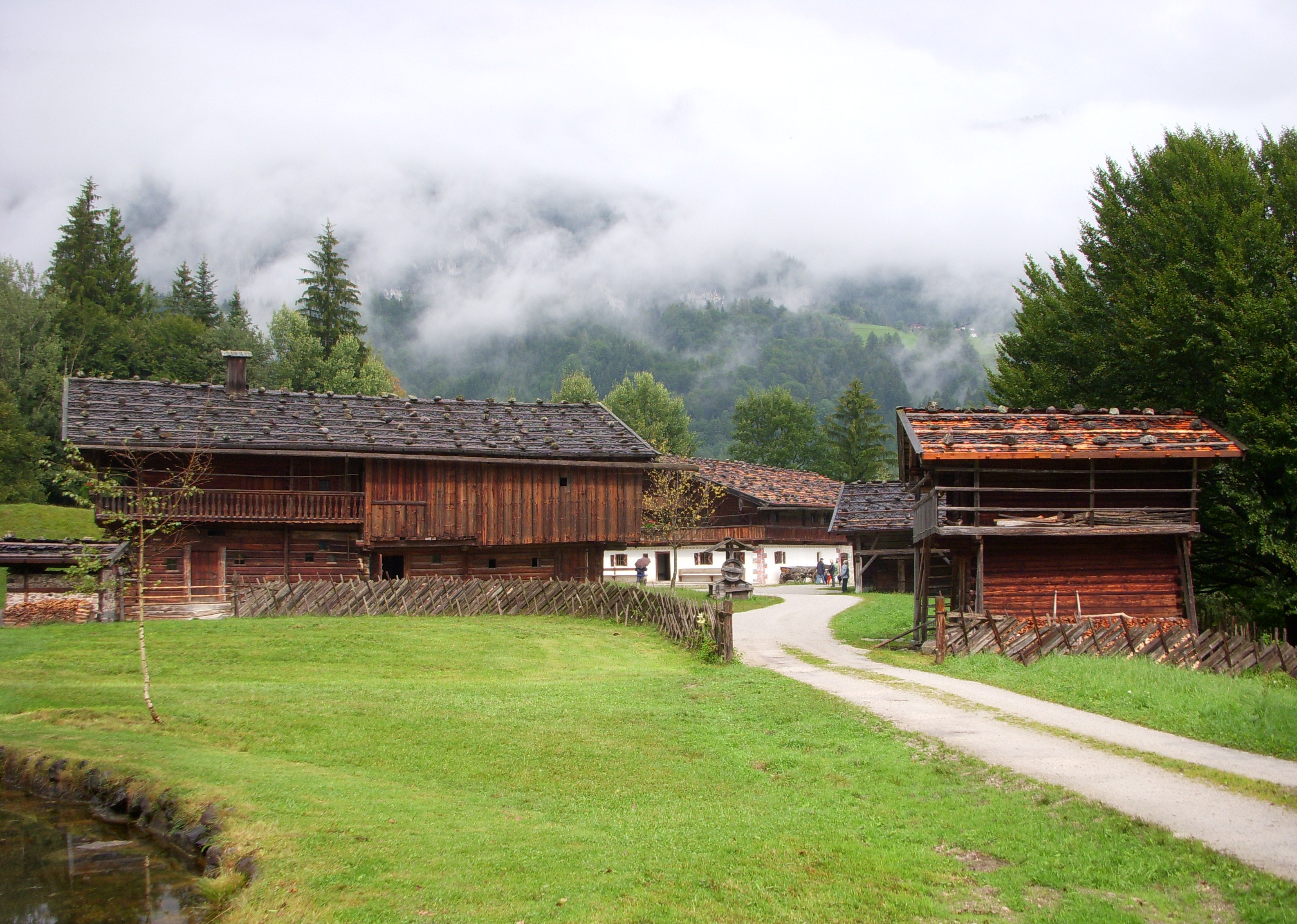
Museum Tiroler Bauernhöfe

Museum Tiroler Bauernhöfe är ett friluftsmuseum i Kramsach, Österrike. På museets område finns för närvarande (2009) ett 30-tal bondgårdar och andra historiska byggnader och anläggningar från landsbygden i Tyrolen.

## Historik
Museet bildades 1974 av föreningen Verein Museum Tiroler Bauernhöfe. Målet var att återuppföra historiska bondgårdar från Nord-, Syd- och Östtyrol med allt tillbehör på ett område i närheten av Kramsach. Man ville på sätt bevara och åskådliggöra den äldre bondekulturen från alpområden i Tyrolen. Som förebild tjänade liknande friluftsmuseer i Skandinavien, bland annat Skansen i Stockholm som öppnade redan 1891. Till en början fanns 14 gårdar. Utbyggnaden pågår ständigt och när museet är fullständigt räknar man med att cirka 50 objekt kommer att finnas på området.

## Museet
Museet finns utanför Kramsach belägen mellan Innsbruck och Kufstein. Område utgörs av en långsträckt dalgång om cirka 8 hektar, där gårdarna är anordnade i grupper med samma geografiska bakgrund. Gårdarna är öppna för besökare och delvis utrustade med tidstypiska möbler och redskap. I varje gård finns en utförlig beskrivning om ursprunglig plats, ålder, byggnadstyp och ursprunglig ägare. Till museet hör även historiska byggnader såsom skola, kapell, vattenkvarn, skjutbana, brandstation och bastu. 
För närvarande härstammar museets äldsta gård från 1400-talet, det är gården Alter Segger från Östtyrol som kan följas tillbaka till medeltiden. Museet tjänar forskningen, folkbildningen och kulturskyddet samt ger skolklasser en illustrativ inblick i Tyrolens bondearkitektur och lantlig byggnadshistorik.

## Bilder

### Exteriör

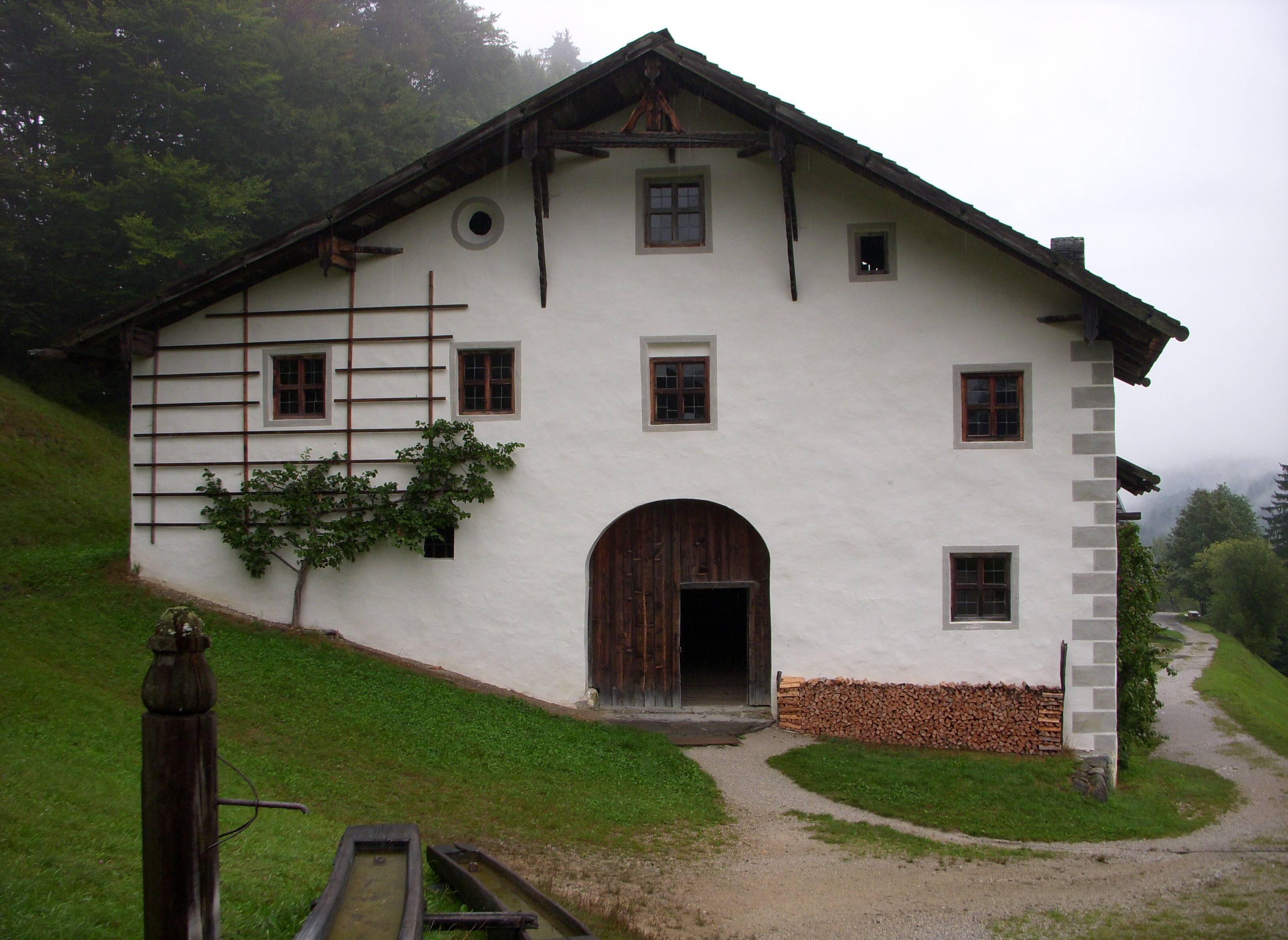
Gården "Trujer-Gregörler"
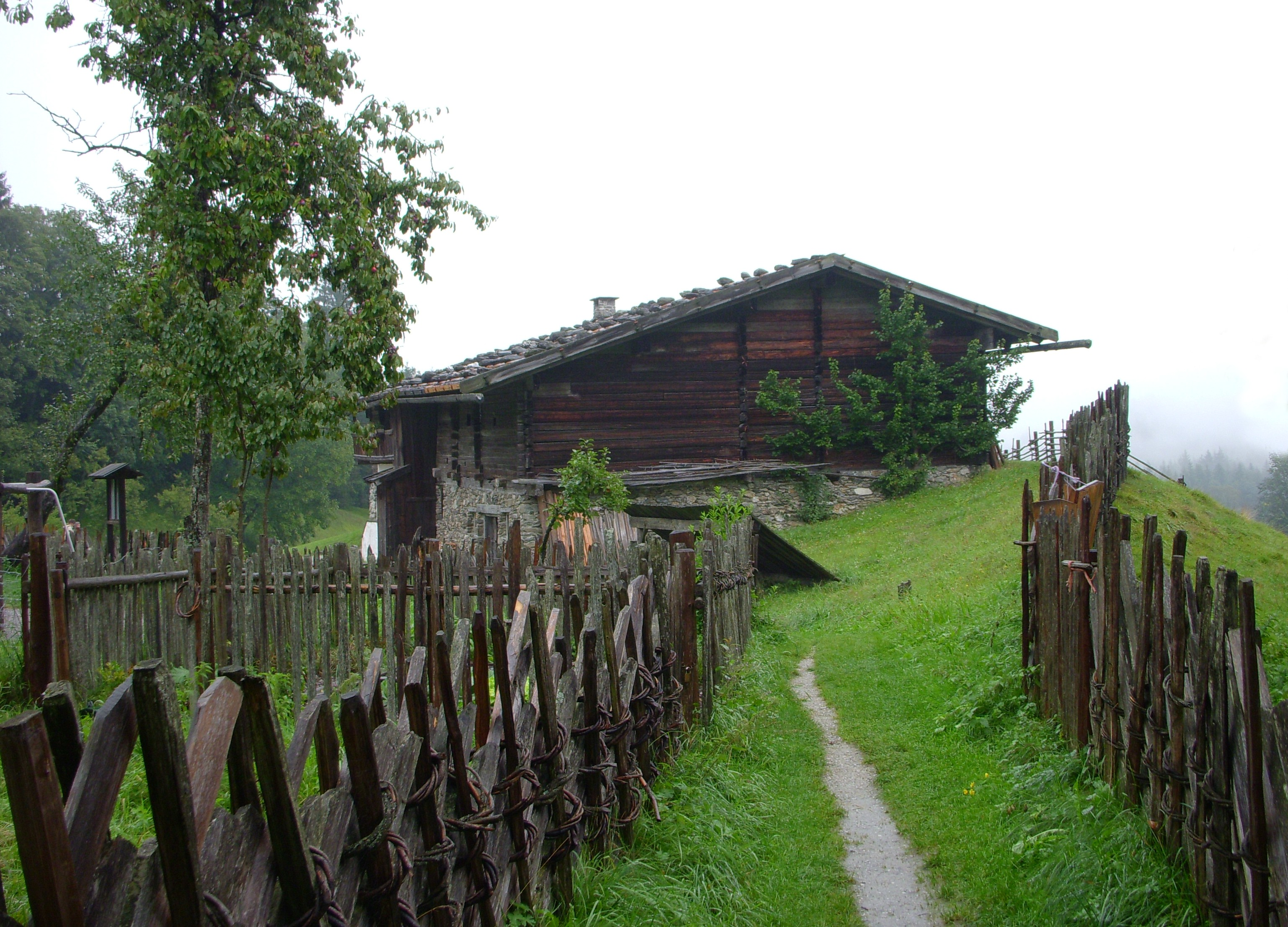
Hölada "Heupill"
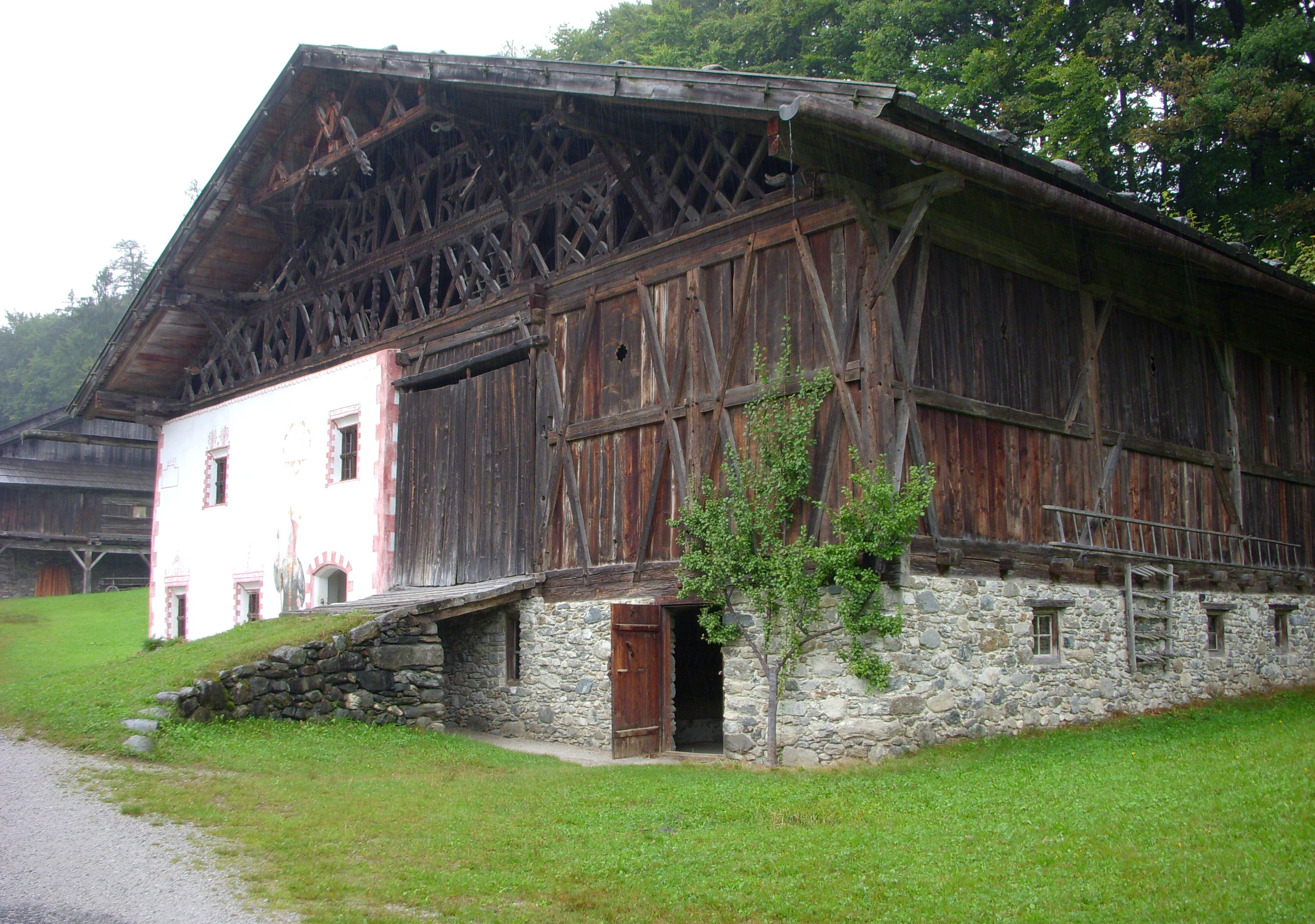
Gården "Falkner-Schnaitter"
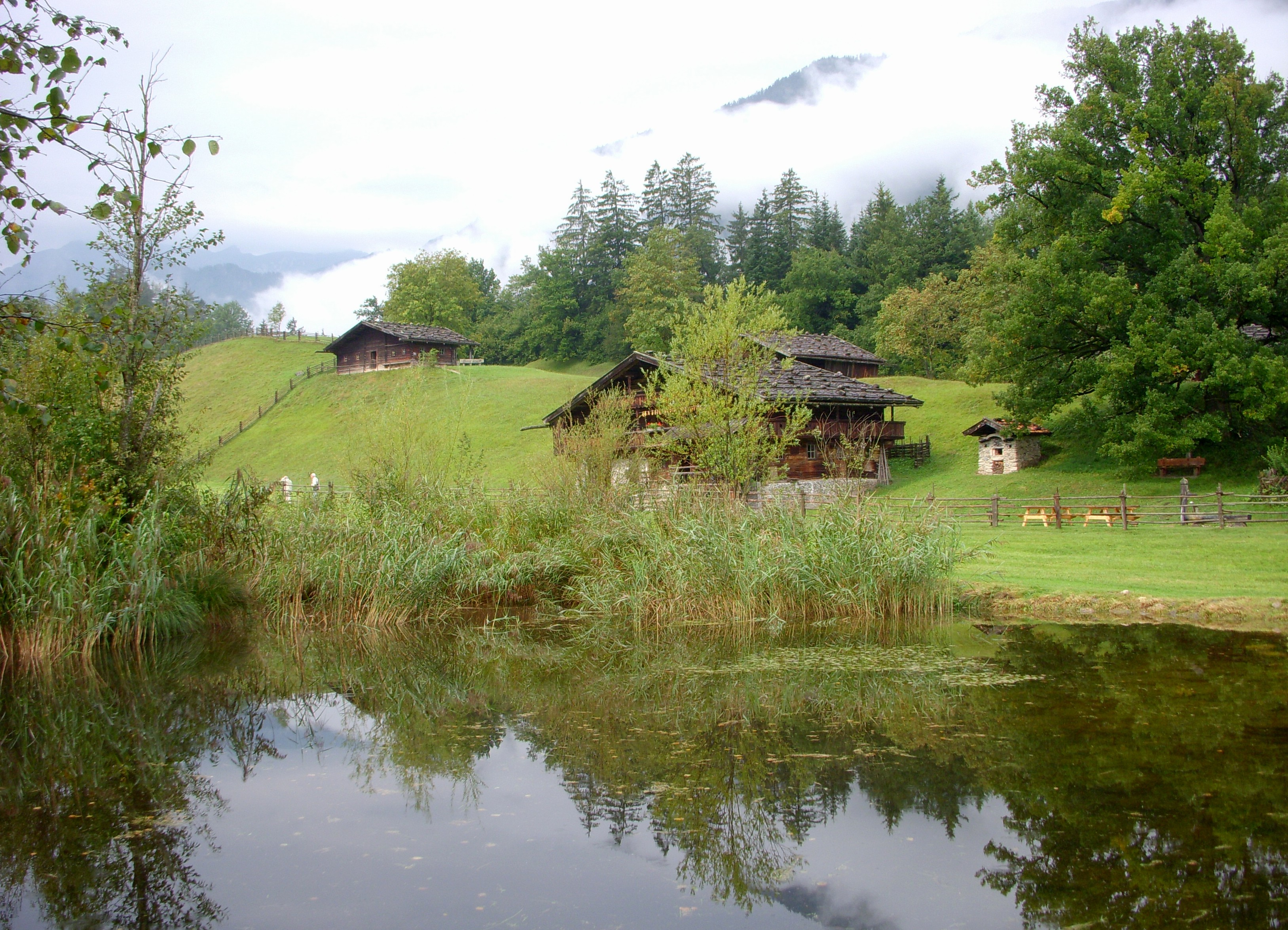
Landskapet "Zillertal"

### Interiör

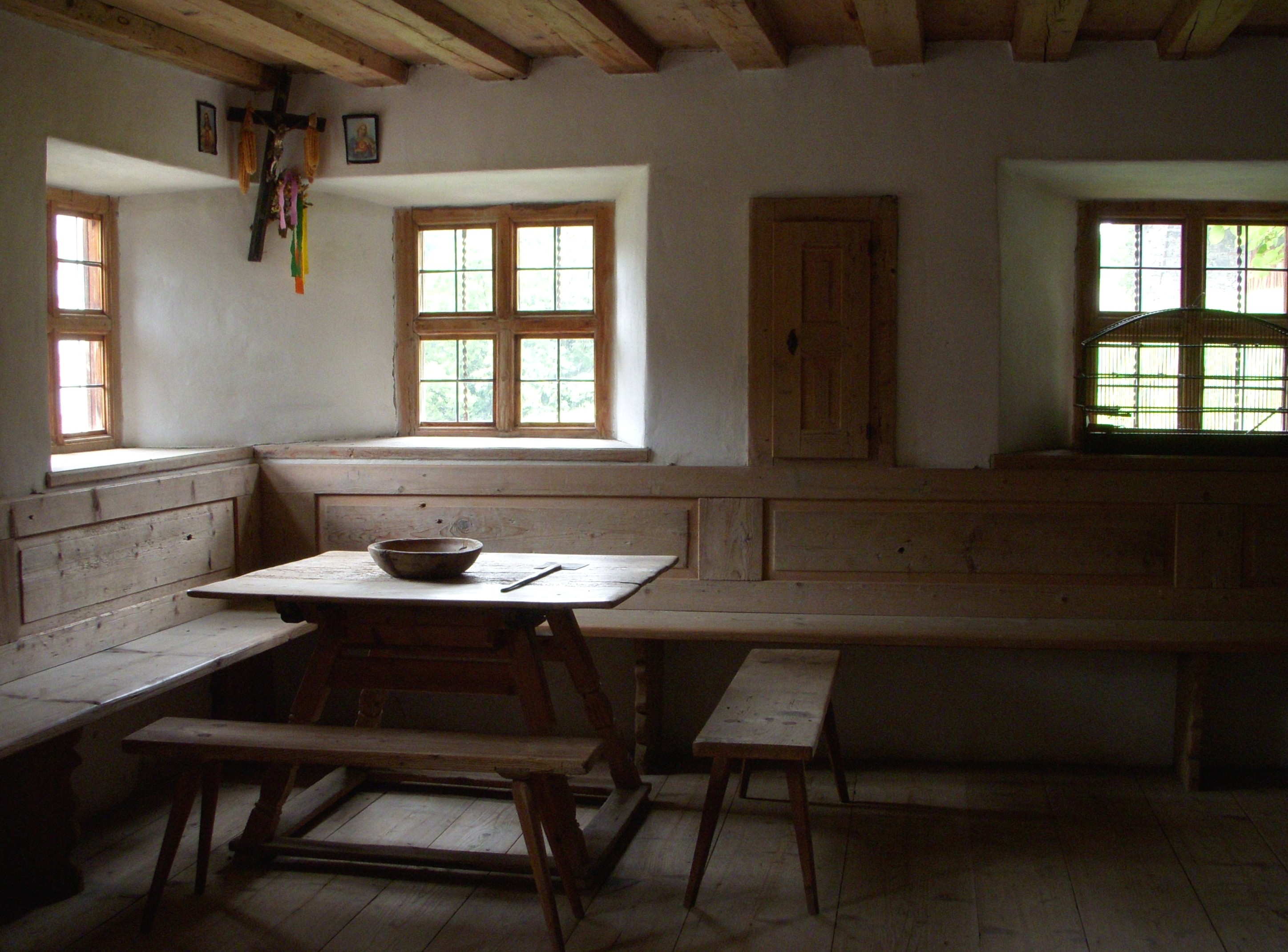
Kammare i "Trujer-Gregörler"
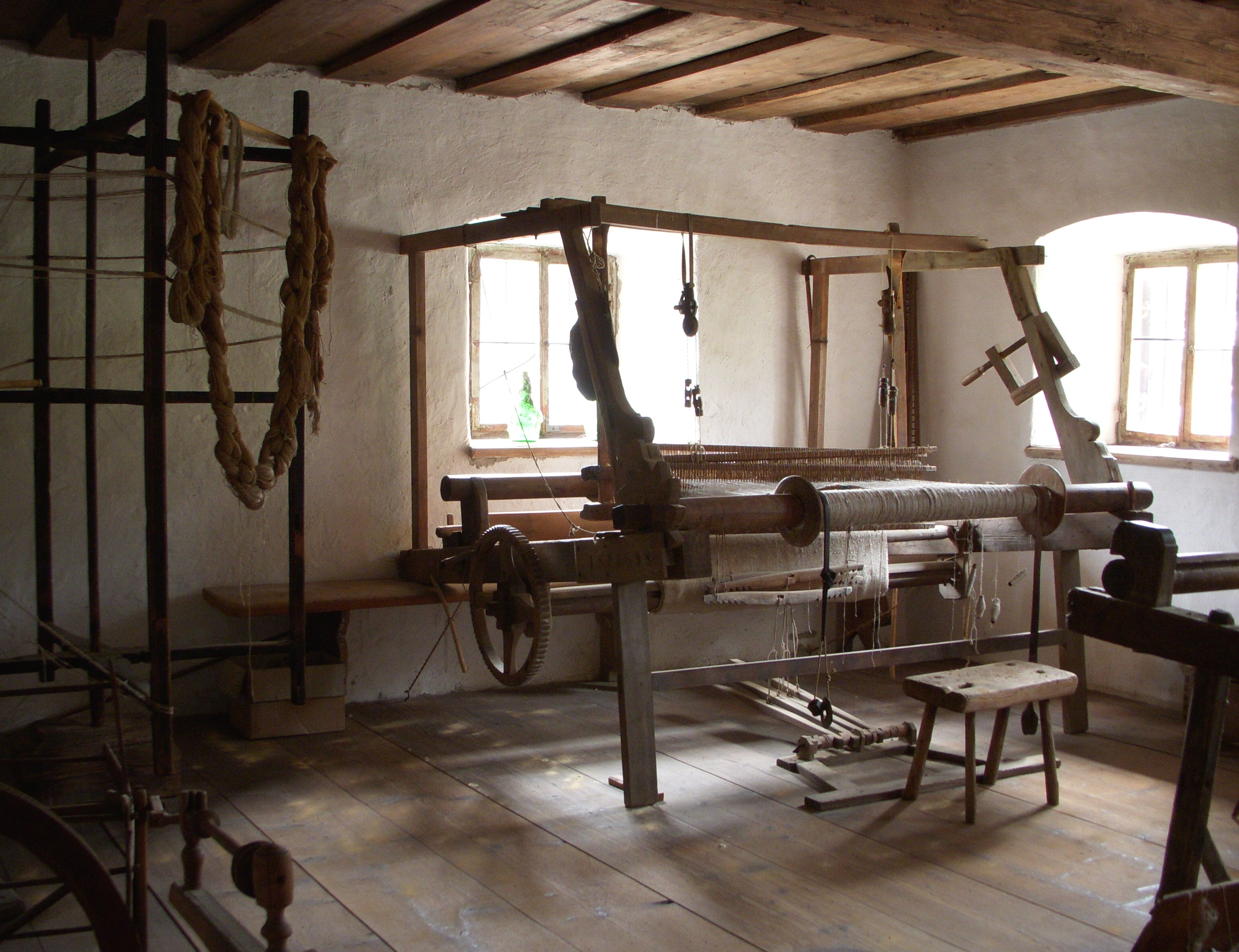
Vävkammare i "Hackler"
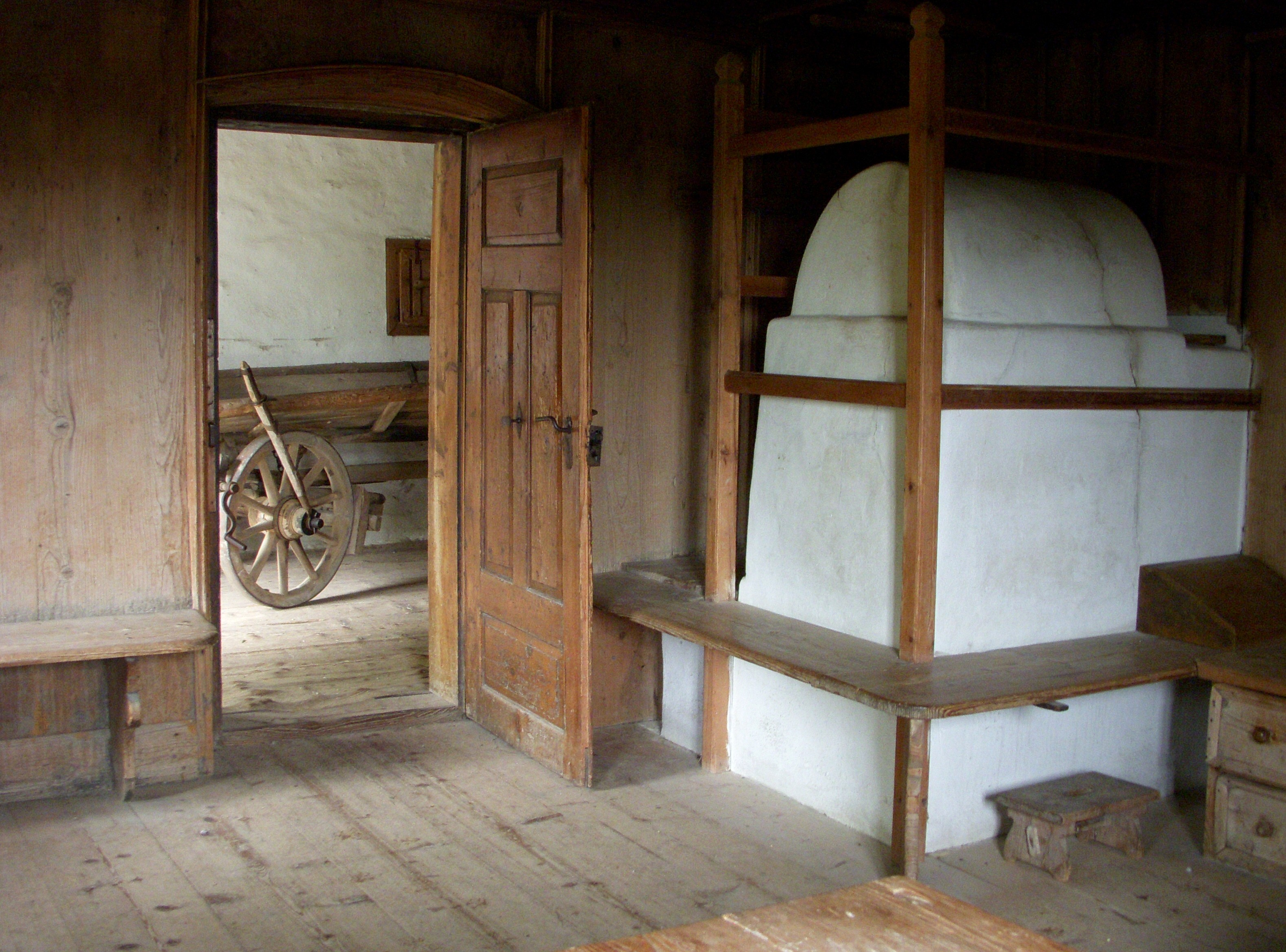
Kammare i "Falkner-Schnaitter"
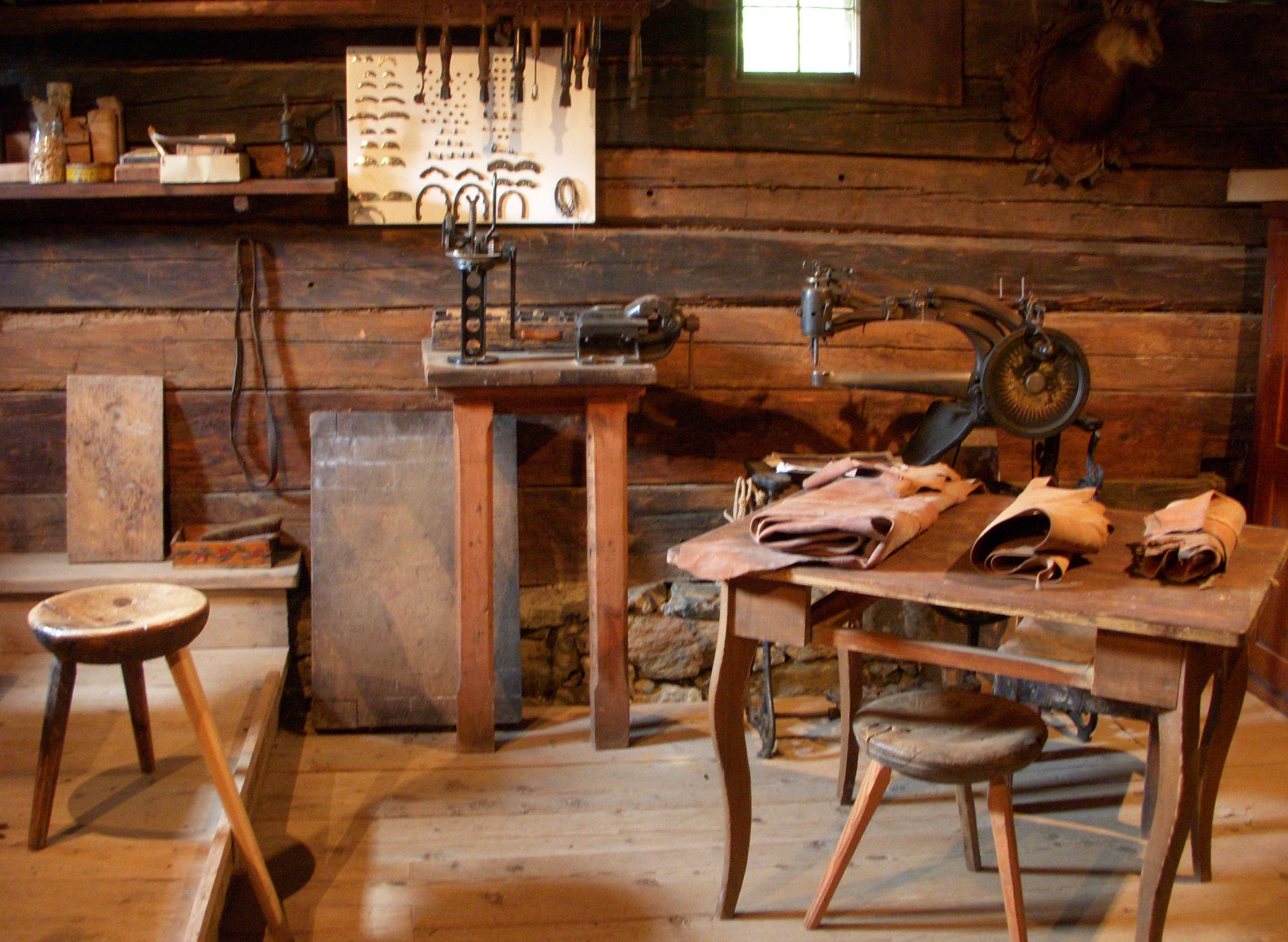
Skomakarens verkstad

## Exempel i urval
- Gård Hörl-Wetscher, Walchsee,  Bezirk Kufstein (1577)
- Gård Hackler, Alpbach, Bezirk Kufstein (1675)
- Gård Gwiggen, Wildschönau, Bezirk Kufstein (1569)
- Gård Schrofenaste, Zillertal, Bezirk Schwaz (1803)
- Gård Franzl’s Klaisla’s, Ötztal, Bezirk Imst (1585)
- Gård Zenzl, Pitztal, Bezirl Imst (1716)
- Gård Burgas-Wechner, Lechtal, Bezirk Reutte (1500-tal)
- Gård Trujer-Gregörler, Fliess, Bezirk Landeck (1550/1646)
- Gård Falkner-Schnaitter, Hatting, Bezirk Innsbruck Land (1600-1700-tal)